# Funambulus
Funambulus es un género de roedores esciuromorfos de la familia Sciuridae conocidos vulgarmente como ardillas de las palmeras o ardillas de las palmas. Se encuentran en Pakistán, Nepal, India y Sri Lanka.

## Especies
Se reconocen las siguientes especies:
- Género Funambulus
  - Subgénero Funambulus
    - Funambulus layardi
    - Funambulus obscurus[2]
    - Funambulus palmarum
    - Funambulus sublineatus
    - Funambulus tristriatus

  - Subgénero Prasadsciurus
    - Funambulus pennantii